# Ole Eskild Dahlstrøm
Ole Eskild Dahlstrøm (* 4. März 1970 in Oslo) ist ein ehemaliger norwegischer Eishockeyspieler (Center), der in seiner aktiven Zeit von 1987 bis 2007 unter anderem in der Deutschen Eishockey Liga für die Adler Mannheim spielte.

## Karriere
Ole Eskild Dahlstrøm begann seine Karriere als Eishockeyspieler in der Saison 1986/87 bei Furuset IF, für dessen Profimannschaft er bis 1992 in der Eliteserien auf dem Eis stand und mit dem er 1990 erstmals in seiner Laufbahn Norwegischer Meister wurde. Einzig die Saison 1988/89 verbrachte er beim Örebro IK in der Division 1, der zweiten schwedischen Spielklasse. Beim NHL Entry Draft 1990 wurde Dahlstrøm als 218. in der elften Runde von den Minnesota North Stars ausgewählt (gedraftet), allerdings ging er nie nach Nordamerika und blieb zunächst in Norwegen. Nach der Saison 1991/92 wechselte der Linksschütze zu den Storhamar Dragons, mit denen er 1995, 1996 und 1997 drei Mal in Folge den norwegischen Meistertitel gewann. In der Saison 1995/96 war er zudem norwegischer Spieler des Jahres.
Zur Saison 1997/98 unterschrieb der Norweger einen Vertrag bei den Adler Mannheim aus der Deutschen Eishockey Liga, mit denen er auf Anhieb Deutscher Meister wurde und für den er auch einige Spiele in der European Hockey League absolvierte. Nach einem Jahr in Deutschland kehrte Dahlstrøm zu den Storhamar Dragons in seine Heimat zurück, mit denen er 2000 und 2004 erneut die norwegische Meisterschaft gewann. Von 2005 bis 2007 lief der zweifache Olympiateilnehmer für den Lillehammer IK auf, ehe er seine Karriere im Alter von 37 Jahren beendete.

### International
Für die norwegische Eishockeynationalmannschaft nahm Dahlstrøm im Juniorenbereich an der U18-Junioren-Europameisterschaft 1987 sowie der U20-Junioren-Weltmeisterschaft 1990 teil. Im Seniorenbereich stand er im Aufgebot seines Landes bei den B-Weltmeisterschaften 1989, 2002, 2003, 2004 und 2005 sowie bei den A-Weltmeisterschaften 1990, 1992, 1993, 1994, 1997, 1999, 2000. Zudem lief er für Norwegen bei den Olympischen Winterspielen 1992 in Albertville und 1994 in Lillehammer auf.

## Erfolge und Auszeichnungen
| - 1990 Norwegischer Meister mit Furuset IF - 1995 Norwegischer Meister mit den Storhamar Dragons - 1996 Norwegischer Meister mit den Storhamar Dragons - 1996 Gullpucken - 1996 GET-ligaen All-Star-Team - 1997 Norwegischer Meister mit den Storhamar Dragons | - 1998 Deutscher Meister mit den Adler Mannheim - 2000 Norwegischer Meister mit den Storhamar Dragons - 2002 GET-ligaen All-Star Team - 2003 GET-ligaen All-Star Team - 2004 Norwegischer Meister mit den Storhamar Dragons |

### International
- 1989 Aufstieg in die A-Weltmeisterschaft bei der B-Weltmeisterschaft
- 1989 All-Star-Team der B-Weltmeisterschaft
- 2005 Aufstieg in die Top-Division bei der Weltmeisterschaft der Division I